# Río Liucura (Biobío)
El río Liucura es un curso natural de agua que nace cerca del paso Mallín Chileno y fluye en la comuna de Lonquimay con dirección general NO hasta desembocar tras corto trayecto en el río Biobío.

## Trayecto
Desde su nacimiento en las cercanías del paso internacional Pino Hachado, se une con el riachuelos menores como estero del Mogote, estero de las Cuevas, río Mallín Chileno, río Pino Hachado y río Tralilhue. Sólo a un par de kilómetros de su formación, el río Liucura se une al río Biobío en las cercanías de la villa Liucura.
Luis Risopatrón lo describe sucintamente en su Diccionario jeográfico de Chile como:: 486 
Liucura (Río), nace en las vecindades del paso Mallín Chileno, corre hacia el NW i se vácia en la márjen E del curso superior del río Biobío, a corta distancia al SE de la desembocadura del río Pehuenco.|Diccionario jeográfico de Chile

## Caudal y régimen
La subcuenca Alta del Biobío que abarca desde el nacimiento del río Bío Bío hasta antes de la junta con el río Lirquén, incluyendo el río Lonquimay, tiene un régimen pluvio – nival con grandes crecidas en julio y noviembre, producto de precipitaciones y deshielos respectivamente. El período de estiaje ocurre en el trimestre enero, febrero, marzo, debido a que las precipitaciones son bastante bajas y al uso de agua para el riego.: 91–92 